# 오그레시

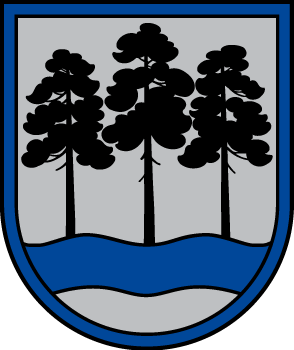
시 문장

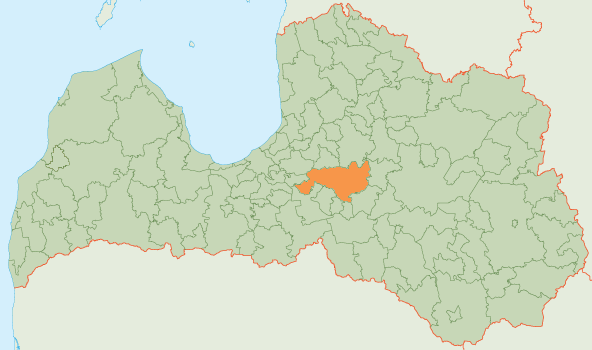
오그레 시의 위치

오그레시(라트비아어: Ogres novads)는 라트비아의 지방 자치체로 행정 중심지는 오그레이며 면적은 993.4km2, 인구는 39,117명(2009년 기준), 인구 밀도는 39명/km2이다. 1개 도시, 9개 교구를 관할한다.